# Martin Mährlein
Martin Mährlein (* 10. November 1892 in Seitendorf, Landkreis Waldenburg (Schles); † 26. Juli 1973 in Berlin) war ein deutscher Politiker (SPD).
Martin Mährlein besuchte eine Volksschule und machte eine Lehre im Arbeitersekretariat der Hirsch-Dunckerschen Gewerkvereine in Waldenburg. Er besuchte außerdem eine kaufmännische Fachschule und trat 1912 der Gewerkschaft bei. 1913 legte er zunächst seinen Militärdienst ab und wurde anschließend im Ersten Weltkrieg eingezogen. Von 1919 bis 1928 war Mährlein Geschäftsführer einer gemeinnützigen Wohnungsbaugesellschaft, 1920 trat er der SPD bei. 1928 wechselte er zum Reichsbund der Kriegsteilnehmer und Kriegsbeschädigten und wurde dort Leiter des Gaus Brandenburg und Grenzmark. Nach der „Machtergreifung“ der Nationalsozialisten wurde Mährlein 1933 gemaßregelt. Ab 1935 war er kaufmännischer Angestellter.
Nach dem Zweiten Weltkrieg wurde Mährlein Geschäftsführer der Reichsbahn-Siedlungs-GmbH. Da Bruno Lösche weiterhin Bezirksstadtrat im Bezirk Tiergarten war, konnte Mährlein im Mai 1951 in das Abgeordnetenhaus von Berlin nachrücken. 1963 schied er am Ende der Legislaturperiode wegen seines Alters aus dem Parlament aus.

## Ehrung
Nach Mährleins Tod wurde der Martin-Mährlein-Weg in Berlin-Britz entlang dem Teltowkanal benannt.